# Подбородколист Блейнвилля
Подбородколист Блейнвилля, или подбородколист Блэнвилла (лат. Mormoops blainvillei) — вид рукокрылых млекопитающих семейства подбородколистые, обитающий в Центральной Америке. Назван в честь французского зоолога Анри-Мари Дюкроте-де-Бленвиля (1777—1850).
Общая длина 78—87 мм, длина хвоста 21—31 мм, длина задней ступни 6—10 мм, высота уха 11—18 мм, длина предплечья 46—50 мм. Масса тела 8—11 г.
Этот вид селится в основном в горных пещерах, где каждая особь обычно висит отдельно. Летучая мышь обычно начинает вылетать из пещеры после наступления темноты, через 22—55 минут после захода солнца. Питается насекомыми, в основном бабочками, а также жуками. Охотится вдоль опушек леса и вокруг крон деревьев. Обычно рождает одного детёныша только один раз в год. На Кубе беременные самки встречаются с марта по июнь.
Вид распространён на Кубе, в Доминиканской Республике, на Гаити, Ямайке, в Пуэрто-Рико, а также на Больших Антильских островах и прилегающих мелких островах. Наличие окаменелых образцов свидетельствует, что в своё время ареал этого вида простирался от Багамских островов на юг до Антигуа и Барбуда и Малых Антильских островов.
Вид обитает в природоохранных районах.